# Силвъртън (град, Орегон)
Силвъртън (на английски: Silverton) е град в окръг Мариън, щата Орегон, САЩ. Силвъртън е с население от 7414 жители (2000) и обща площ от 7,1 km². Намира се на 76,8 m надморска височина. ЗИП кодът му е 97381, а телефонният му код е 503.